# ATP Buenos Aires 2007
ATP Buenos Aires 2007 — тенісний турнір, що проходив на ґрунтових кортах у місті Буенос-Айрес, Аргентина з 19 лютого . Належав до категорії International Series, був турніром серії Argentina Open 2007 року.

## Фінальна частина

### Одиночний розряд
Хуан Монако —  Алессіо ді Мауро 6–1, 6–2

### Парний розряд
Мартін Гарсія /  Себастьян Прієто —  Альберт Монтаньєс /  Рубен Рамірес Ідальго 6–4, 6–2